# Åsele socken
Åsele socken ligger i Lappland, ingår sedan 1971 i Åsele kommun och motsvarar från 2016 Åsele distrikt.
Socknens areal är 3 370,00 kvadratkilometer, varav 3 185,75 land. År 2000 fanns här 3 169 invånare. Tätorten och kyrkbyn Åsele med sockenkyrkan Åsele kyrka ligger i socknen. 

## Administrativ historik
Åsele socken bildades 1648 genom en utbrytning ur Lycksele socken. År 1746 utbröts Föllinge lappförsamling, 26 april 1783 Volgsjö församling och 25 november 1795 Viska församling och Bergvattnets församling. Området Gulsele överfördes 1854 till Junsele socken. Mindre delar av socknen överfördes 1868 till Anundsjö socken.
När 1862 års kommunreform genomfördes i Lappland 1874/1875 övergick socknens ansvar för de kyrkliga frågorna till Åsele församling och för de borgerliga frågorna bildades Åsele landskommun. Landskommunen ombildades 1959 till Åsele köping som i sin tur ombildades 1971 till Åsele kommun.  Församlingen uppgick 2010 i Åsele-Fredrika församling.
1 januari 2016 inrättades distriktet Åsele, med samma omfattning som församlingen hade 1999/2000.
Socknen har tillhört fögderier, tingslag och domsagor enligt vad som beskrivs i artikeln Lappland.

## Geografi
Åsele socken ligger kring Ångermanälven och Lögdeälven. Socknen är en myrrik kuperad skogsbygd med höjder som  når över 600 meter över havet.

## Fornlämningar
Cirka 150 boplatser från stenåldern är funna och cirka 700 fångstgropar har påträffats. På Simsjölandet finns en högt belägen hällmålning.

## Namnet
Namnet (1560 Åseletth) kommer från lugnvattnet (selet) i Ångermanälven vid kyrkbyn.

## Befolkningsutveckling
| Befolkningsutvecklingen i Åsele socken 1810–1990                                                         | Befolkningsutvecklingen i Åsele socken 1810–1990 | Befolkningsutvecklingen i Åsele socken 1810–1990 | Befolkningsutvecklingen i Åsele socken 1810–1990 | Befolkningsutvecklingen i Åsele socken 1810–1990 |
| --- | ------------------------------------------------ | ------------------------------------------------ | ------------------------------------------------ | ------------------------------------------------ |
| |                                                  |                                                  |                                                  |                                                  |
| År |                                                  |                                                  | Folkmängd                                        |                                                  |
| 1810 | 1810                                             |                                                  | 916                                              |                                                  |
| 1820 | 1820                                             |                                                  | 1 157                                            |                                                  |
| 1830 | 1830                                             |                                                  | 1 186                                            |                                                  |
| 1840 | 1840                                             |                                                  | 1 415                                            |                                                  |
| 1850 | 1850                                             |                                                  | 1 741                                            |                                                  |
| 1860 | 1860                                             |                                                  | 2 228                                            |                                                  |
| 1870 | 1870                                             |                                                  | 2 308                                            |                                                  |
| 1880 | 1880                                             |                                                  | 2 862                                            |                                                  |
| 1890 | 1890                                             |                                                  | 3 259                                            |                                                  |
| 1900 | 1900                                             |                                                  | 4 236                                            |                                                  |
| 1910 | 1910                                             |                                                  | 4 815                                            |                                                  |
| 1920 | 1920                                             |                                                  | 5 413                                            |                                                  |
| 1930 | 1930                                             |                                                  | 5 906                                            |                                                  |
| 1940 | 1940                                             |                                                  | 6 407                                            |                                                  |
| 1950 | 1950                                             |                                                  | 5 930                                            |                                                  |
| 1960 | 1960                                             |                                                  | 5 738                                            |                                                  |
| 1970 | 1970                                             |                                                  | 4 198                                            |                                                  |
| 1980 | 1980                                             |                                                  | 3 876                                            |                                                  |
| 1990 | 1990                                             |                                                  | 3 491                                            |                                                  |
| Anm: Källor: Umeå universitet - Tabellverket 1749-1859, Demografiska databasen, CEDAR, Umeå universitet. |                                                  |                                                  |                                                  |                                                  |